# احمد جلول
احمد جلول (عربی: أحمد عدنان جلول؛ زادهٔ ۲۳ ژانویهٔ ۱۹۹۲) بازیکن فوتبال اهل لبنان است.
وی همچنین در تیم ملی فوتبال لبنان بازی کرده‌است.